# Phalangodinella pilosa
Phalangodinella pilosa is een hooiwagen uit de familie Zalmoxioidae.